# Filippínó-tenger
A Filippínó-tenger a Csendes-óceán peremtengere. Nyugaton a névadója, a Fülöp-szigetek fekszik, északnyugaton a Rjúkjú-szigetek és Tajvan, északon Kjúsú, Honsú és Sikoku, keleten a Mariana-szigetek, délen Palau. Területe kb. 5 000 000 km², átlagos mélysége 6000 méter, délnyugati peremén, a legmélyebb pontján, a Filippínó-árokban 10 539 méter mély.

## Története
Fernão de Magalhães 1521-ben első ismert európaiként érte el. 
A második világháborúban itt zajlott a filippínó-tengeri csata.

## Fordítás
- Ez a szócikk részben vagy egészben  a   Philippinensee című német Wikipédia-szócikk fordításán alapul.  Az eredeti cikk szerkesztőit annak laptörténete sorolja fel. Ez a jelzés csupán a megfogalmazás eredetét és a szerzői jogokat jelzi, nem szolgál a cikkben szereplő információk forrásmegjelöléseként.